# Satellite Awards
Satellite Awards, ursprungligen Golden Satellite Awards, är ett amerikanskt film- och TV-pris, utdelat årligen sedan 1997 av International Press Academy. Det delas ut årligen på InterContinental Hotel i stadsdelen Century City i västra Los Angeles, Kalifornien.

## Kategorier

### Film
- Satellite Award för bästa film
- Satellite Award för bästa regissör
- Satellite Award för bästa manliga huvudroll
- Satellite Award för bästa kvinnliga huvudroll
- Satellite Award för bästa manliga biroll
- Satellite Award för bästa kvinnliga biroll
- Satellite Award för bästa originalmanus
- Satellite Award för bästa manus efter förlaga
- Satellite Award för bästa animerade film eller multimediafilm
- Satellite Award för bästa icke-engelskspråkiga film
- Satellite Award för bästa dokumentärfilm
- Satellite Award för bästa musik
- Satellite Award för bästa sång
- Satellite Award för bästa ljud
- Satellite Award för bästa scenografi och produktionsdesign
- Satellite Award för bästa foto
- Satellite Award för bästa kostym
- Satellite Award för bästa klippning
- Satellite Award för bästa visuella effekter
- Satellite Award för bästa rollbesättning i film

### Television
- Satellite Award för bästa TV-serie – drama
- Satellite Award för bästa TV-serie – musikal eller komedi
- Satellite Award för bästa TV-serie – genre
- Satellite Award för bästa miniserie
- Satellite Award för bästa TV-film
- Satellite Award för bästa manliga huvudroll i en TV-serie – drama
- Satellite Award för bästa kvinnliga huvudroll i en TV-serie – drama
- Satellite Award för bästa manliga huvudroll i en TV-serie – musikal eller komedi
- Satellite Award för bästa kvinnliga huvudroll i en TV-serie – musikal eller komedi
- Satellite Award för bästa manliga huvudroll i en miniserie eller TV-film
- Satellite Award för bästa kvinnliga huvudroll i en miniserie eller TV-film
- Satellite Award för bästa manliga biroll i en TV-serie, miniserie eller TV-film
- Satellite Award för bästa kvinnliga biroll i en TV-serie, miniserie eller TV-film
- Satellite Award för bästa rollbesättning i en TV-serie